# La strage dimenticata
(Andrea Camilleri, op.cit.)
La strage dimenticata è un romanzo storico scritto da Andrea Camilleri e pubblicato nel 1984 dall'editore Sellerio nella collana Quaderni della Biblioteca siciliana di storia e letteratura.

## Quadro storico
Il 1848 fu l'anno dei portenti, l'anno della primavera dei popoli e della rivoluzione europea che mise fine, secondo alcune tesi storiografiche, alla grande Rivoluzione occidentale atlantica, costituita da una serie di rivoluzioni l'ultima delle quali, secondo gli storici, iniziò nel febbraio del '48 in Francia, anche se in realtà il primo episodio insurrezionale si era manifestato il 12 gennaio dello stesso anno con la rivolta di Palermo.
Gli storici riferendosi agli avvenimenti siciliani di quell'anno però ritengono che le cause e le caratteristiche di quella rivoluzione, uno di quei moti separatisti tipici della storia siciliana che trovavano largo consenso tra plebei, notabili e nobili, fanno sì che debba escludersi quella palermitana da quelle che caratterizzarono la grande rivoluzione europea. La rivolta in effetti fu di ampie proporzioni e giunse fino a Napoli tanto che il re Ferdinando II, lui il più reazionario dei principi italiani, per non perdere il suo regno giunse per primo, tra gli stati italiani, a concedere la Costituzione.

## Trama
Questi gli avvenimenti di cui conserva memoria la grande storia che dimentica del tutto quello che nello stesso periodo accadeva in luoghi periferici della Sicilia e che Camilleri s'incarica di far conoscere, pur nella loro singolarità. 
Una doppia strage: di 114 uomini a Porto Empedocle e di 15 a Pantelleria. Una delle tanti stragi dimenticate dalla storia che è scritta dai vincitori che hanno il potere e che fanno in modo, talora riuscendoci, che si perda il ricordo dei vinti.
Non una colpa precisa ma semplicemente il timore che i detenuti nella Torre penitenziaria alla periferia di Girgenti potessero sollevarsi e unirsi agli insorti spinse il maggiore Sarzana a rinchiudere i servi di pena in una cella dove fece in modo che vi morissero soffocati e bruciati vivi.
Latifondisti agrari e i loro servi mafiosi spinti dallo stesso terrore di perdere le loro proprietà e privilegi imbastirono delle assurde accuse nei confronti di 15 contadini di Pantelleria riuscendo a farli giustiziare innocenti.
Ancora una volta Camilleri attinge per i fatti narrati ai suoi ricordi di picciriddro, ai racconti della nonna paterna Carolina e ai documenti della grande storia e crea una piccola opera (sono appena 68 le pagine del libro) ma un grande affresco storico dove la tragedia si mescola ad un grottesco umorismo che mai abbandona lo scrittore siciliano, amaramente convinto com'è dell'insensatezza della vita dell'uomo.

## Edizioni
- Andrea Camilleri, La strage dimenticata, Prima ed., collana Quaderni della Biblioteca siciliana di storia e letteratura, Sellerio, 1984,  p. 68, ISBN 88-389-1388-9.